# Derek and the Dominos
Derek and the Dominos war eine multinationale Rockband, die 1970 von dem britischen Gitarristen Eric Clapton gegründet wurde. Weitere Bandmitglieder waren die US-Amerikaner Bobby Whitlock, Carl Radle und Jim Gordon.

## Bandgeschichte

### Anfänge
Die Gruppe Derek and the Dominos erwuchs aus Claptons Frustration durch den Rummel, der um die Supergroups mit ihm, Cream und Blind Faith, entstanden war. Nach deren Auflösung trat er Delaney & Bonnie and Friends bei, die er kennengelernt hatte, als sie als Vorgruppe für Blind Faith auf einer Tour durch England spielten. Nachdem diese Band sich ebenfalls aufgelöst hatte, tat sich Bobby Whitlock, ein ehemaliges Mitglied von Delaney & Bonnie and Friends, mit Clapton zusammen; die beiden verbrachten einige Monate damit, Songs zu schreiben, „nur um etwas zum Spielen zu haben“, wie Whitlock es ausdrückte. Diese Titel machten später den Großteil des Materials auf Layla and Other Assorted Love Songs aus.
Nach einer Tour mit Joe Cocker stießen noch andere frühere Mitglieder von Delaney & Bonnie zu Claptons Gruppe; er versuchte, das Rampenlicht in einer Gruppe namens Derek and the Dominos zu meiden, und setzte eine Tour durch kleinere englische Clubs an. Berichten zufolge entstand der Name der Gruppe durch einen Versprecher des Ansagers bei ihrem ersten Auftritt, der den provisorischen Namen der Band – Eric & The Dynamos – fälschlicherweise „Derek & The Dominos“ aussprach. Tatsächlich wählte Clapton den Namen Derek and the Dominos, weil er seinen Namen und seine Bekanntheit nicht mit der Aufrechterhaltung des Bandhintergrunds vereinbaren konnte. 

### Zusammenarbeit mit Duane Allman
Clapton hatte die Arbeit des Slidegitarristen Duane Allman, die er durch Aufnahmen von Aretha Franklin und anderen kannte, schon lange bewundert und ihn schon lange kennenlernen wollen. Allman verehrte, wie viele andere Musiker zu dieser Zeit, Clapton. Tom Dowd, der Produzent von beiden war, ermöglichte schließlich das Zusammentreffen.
Als Clapton von Dowd hörte, dass die Allman Brothers Band vorhatten, in Miami zu spielen, bestand er darauf, ihren Auftritt zu sehen. Nach dem Auftritt gingen Clapton und Allman zusammen ins Studio. Dowd berichtete, dass die beiden „Licks austauschten, ihre Gitarren tauschten und fachsimpelten – uneingeschränkt, nur Bewunderung für die Technik und Leichtigkeit des jeweils anderen“. Allman fragte, ob er im Studio vorbeikommen könnte, um ein paar der Aufnahmesessions beizuwohnen, aber Clapton lehnte ab: „Bring deine Gitarre mit; du musst spielen!“
Obwohl das ursprüngliche Konzept vorsah, dass er „nur auf einem oder zwei spielen sollte“, wie Allman sagte, trug er am Ende zu fast allen Titeln auf Layla and Other Assorted Love Songs bei, sogar zu denen, an denen bereits gearbeitet worden war. „Er brachte das Beste von uns allen zum Vorschein“, sagte Whitlock.

### Auflösung
1971 kam Duane Allman bei einem Motorradunfall ums Leben. Wenige Wochen später löste Clapton Derek and the Dominos, die gerade die Arbeit an ihrem zweiten Album aufgenommen hatten, auf und stürzte in eine schwere Heroinsucht, die ihn drei Jahre lang gefangenhielt und nicht selten 1000 $ pro Woche verschlang. Abgesehen von zwei Unterbrechungen für das Bangladesh-Konzert und das Rainbow-Konzert, wurde Clapton erst 1974 wieder musikalisch aktiv. Ein Teil des Materials für das zweite Studioalbum wurde im Kompilationsalbum Crossroads verwendet.

## Diskografie
Studioalben

| Jahr | Titel Musiklabel | Höchstplatzierung, Gesamtwochen, AuszeichnungChartplatzierungen (Jahr, Titel, Musiklabel, Platzierungen, Wochen, Auszeichnungen, Anmerkungen) | Höchstplatzierung, Gesamtwochen, AuszeichnungChartplatzierungen (Jahr, Titel, Musiklabel, Platzierungen, Wochen, Auszeichnungen, Anmerkungen) | Höchstplatzierung, Gesamtwochen, AuszeichnungChartplatzierungen (Jahr, Titel, Musiklabel, Platzierungen, Wochen, Auszeichnungen, Anmerkungen) | Anmerkungen                                                |
| Jahr | Titel Musiklabel | DE | UK | US | Anmerkungen                                                |
| ---- | --- | --- | --- | --- | ---------------------------------------------------------- |
| 1970 | Layla and Other Assorted Love Songs auch bekannt als: The Layla Sessions: 20th Anniversary Edition RSO Records (Polydor) | DE69 (1 Wo.)DE | UK68 Gold · (1 Wo.)UK | US16 Gold · (82 Wo.)US | Erstveröffentlichung: 9. November 1970 Verkäufe: + 600.000 |

Insgesamt wurden ein Studioalben und zwei Livealben dieser Gruppe veröffentlicht. Das einzige Studioalbum Layla and Other Assorted Love Songs wurde am 9. November 1970 von Polydor herausgebracht und im Jahr 1990 auf CD und 180-Gramm-Schallplatte erneut veröffentlicht. Im selben Jahr erschien eine Jubiläumsauflage, The Layla Sessions: 20th Anniversary Edition, zum zwanzigsten Geburtstag, nachdem ein Teil dieses Materials bereits einige Jahre zuvor als Bootleg unter die Leute gekommen war. Im März 1973 erschien mit In Concert das erste Livealbum der Band. Ein weiteres Album mit Konzertaufnahmen kam am 22. Februar 1994 als Live at the Fillmore auf den Markt.